# Motorring 5
De Motorring 5 (Nederlands: Ringautosnelweg 5) is een geplande autosnelweg in Denemarken, die de buitenste ringweg van Kopenhagen moet gaan worden. Hierdoor zullen de Motorring 3 en Køge Bugt Motorvejen ontlast worden.
Op dit moment is er al een begin gemaakt aan de Motorring 5. Een gedeelte van de Sekundærrute 243 tussen Taastrup en de Holbækmotorvejen is uitgevoerd als enkelbaans ongelijkvloerse autoweg. Deze weg kan gemakkelijk uitgebreid worden naar twee rijbanen en zo onderdeel uitmaken van de Motorring 5.